# Strnad (rod)
Strnad (znanstveno ime Emberiza) je skupina ptic pevcev, ki tvorijo  rod Emberiza, edini rod v družini strnadi (Emberizidae). Razširjeni so po vsem Starem svetu. Predstavniki so približno tako veliki kot vrabec. V družino po sodobni klasifikaciji uvrščamo 44 vrst.
V osnovi so strnadi majhni semenojedi ptiči odprte krajine, skladno s čimer imajo operjenost zemeljskih barv (prevladujejo rjavi, sivi in črni odtenki) in močan, čokat kljun z ostrimi robovi. Pri tem pa vsaj v obdobju parjenja in vzreje potomcev pomemben del prehrane predstavljajo tudi žuželke in drugi majhni nevretenčarji. Hrano iščejo po tleh.

## Seznam vrst
Rod vsebuje 44 vrst.
| Slika | Domače ime            | Znanstveno ime         | Območje razširjenosti |
| ----- | --------------------- | ---------------------- | --- |
|       |                       | Emberiza lathami       | Jugovzhodna Azija. |
|       |                       | Emberiza siemsseni     | Kitajska. |
|       | veliki strnad         | Emberiza calandra      | Zahodna Evropa in Severna Afrika do severozahodne Kitajske.                                                                                    |
|       | rumeni strnad         | Emberiza citrinella    | Jugovzhodna Anglija in večji del Evrope vzhodno do severozahodne Rusije in zahodne Ukrajine.                                                   |
|       | beloglavi strnad      | Emberiza leucocephalos | Azija |
|       | skalni strnad         | Emberiza cia           | Severozahodna Afrika, južna Evropa vzhodno do srednje Azije in Himalaja                                                                        |
|       |                       | Emberiza godlewskii    | Kitajska, Pakistan, Indija, Kazahstan, Mongolija, Mjanmar in Rusija.                                                                           |
|       | travniški strnad      | Emberiza cioides       | Južna Sibirija, severna in vzhodna Kitajska, vzhodni Kazahstan, Kirgizistan, Mongolija, Koreja in Japonska.                                    |
|       | črnogrli strnad       | Emberiza stewarti      | Afganistan, Indija, Iran, Kazahstan, Kirgizistan, Nepal, Pakistan, Tadžikistan, Turkmenistan in Uzbekistan.                                    |
|       |                       | Emberiza jankowskii    | Ruski Daljni vzhod, Mandžurija in skrajni severovzhod Koreje                                                                                   |
|       | sivoglavi strnad      | Emberiza buchanani     | od Kaspijskega morja do gorovja Altaj v Srednji Aziji                                                                                          |
|       | turški strnad         | Emberiza cineracea     | južna Turčija in južni Iran |
|       | vrtni strnad          | Emberiza hortulana     | evropske države in zahodna Azija |
|       | balkanski strnad      | Emberiza caesia        | Grčija, Turčija, Ciper in Levant. |
|       | plotni strnad         | Emberiza cirlus        | južna Evropa, sredozemski otoki in severna Afrika                                                                                              |
|       | domači strnad         | Emberiza striolata     | Čad, vzhodno prek jugozahodne Azije do severozahodne Indije, Afrika                                                                            |
|       |                       | Emberiza sahari        | severozahodna Afrika od Maroka proti jugu do Malija in vzhodno do Čada.                                                                        |
|       |                       | Emberiza impetuani     | Angola, Bocvana, Lesoto, Namibija, Južna Afrika in Zimbabve.                                                                                   |
|       | progastoglavi strnad  | Emberiza tahapisi      | celinska podsaharska Afrika |
|       |                       | Emberiza goslingi      | Mavretanija in Senegal do jugozahodnega Sudana in severovzhodnega dela DR Kongo                                                                |
|       |                       | Emberiza socotrana     | Yemen |
|       |                       | Emberiza capensis      | južna Afrika, od jugozahodne Angole, vzhodne Zambije, Zimbabveja in južne Tanzanije do rta Dobrega upanja.                                     |
|       |                       | Emberiza tristrami     | vzhodna Mandžurija in ruski Daljni vzhod; prezimuje v osrednji in južni Kitajski.                                                              |
|       |                       | Emberiza fucata        | Himalaja, lokalno po Kitajski do jugovzhodne Sibirije, Koreje in severne Japonske                                                              |
|       | mali strnad           | Emberiza pusilla       | severovzhod Evrope in severna Evrosibirija do ruskega Daljnega vzhoda, severne Indije, južne Kitajske in severnega dela jugovzhodne Azije      |
|       | sibirski strnad       | Emberiza chrysophrys   | vzhodna Sibirija, Kitajska |
|       | gozdni strnad         | Emberiza rustica       | jugovzhodna Azija, Japonska, Koreja in vzhodna Kitajska.                                                                                       |
|       |                       | Emberiza elegans       | Kitajska, Japonska, Koreja, Mjanmar, Rusija in Tajvan.                                                                                         |
|       | vrbji strnad          | Emberiza aureola       | od Finske do Beringovega morja, migrira v Indokino                                                                                             |
|       |                       | Emberiza poliopleura   | Etiopija, Kenija, Somalija, Južni Sudan, Tanzanija in Uganda                                                                                   |
|       |                       | Emberiza flaviventris  | Afrika južno od Sahare |
|       |                       | Emberiza affinis       | od Senegala do Sudana in Ugande |
|       |                       | Emberiza cabanisi      | podsaharska Afrika |
|       | kostanjevi strnad     | Emberiza rutila        | Sibirija, severna Mongolija in severovzhodna Kitajska.                                                                                         |
|       |                       | Emberiza koslowi       | Tibet |
|       | črnoglavi strnad      | Emberiza melanocephala | Japonska, Kitajska, Hongkong, Tajska, Laos, Južna Koreja in Malezija                                                                           |
|       | rjavoglavi strnad     | Emberiza bruniceps     | Azija – Afganistan, Iran, Kazahstan, Kirgizistan, Mongolija; Rusija (evropski del, srednjeazijski del), Tadžikistan, Turkmenistan, Uzbekistan. |
|       |                       | Emberiza sulphurata    | Japonska |
|       | pepelastoglavi strnad | Emberiza spodocephala  | južna Sibirija do severne Kitajske. |
|       |                       | Emberiza personata     | Sahalin, Kurilski otoki in Japonska. |
|       |                       | Emberiza variabilis    | Kamčatka, Sahalin, Kurilski otoki in severna Japonska                                                                                          |
|       | vzhodni trstni strnad | Emberiza pallasi       | severovzhod evropske Rusije, sever Kamčatke |
|       |                       | Emberiza yessoensis    | vzhodna Mongolija, severovzhodna Kitajska in Ussurijsk                                                                                         |
|       | trstni strnad         | Emberiza schoeniclus   | Evropa |

## Vrste v Evropi
V Evropi živi 12 vrst. To so:
- gozdni strnad (Emberiza rustica)
- črnoglavi strnad (Emberiza melanocephala)
- trstni strnad (Emberiza schoeniclus)
- vrbji strnad (Emberiza aureola)
- rumeni strnad (Emberiza citrinella)
- beloglavi strnad (Emberiza leucocephalos)
- mali strnad (Emebriza pusilla)
- skalni strnad (Emberiza cia)
- veliki strnad (Emberiza calandra)
- plotni strnad (Emberiza cirlus)
- vrtni strnad (Emberiza hortulana)
- balkanski strnad (Emberiza caesia)